# Геннінг фон Гольцендорф
Геннінг Рудольф Адольф Карл фон Гольцендорф (нім. Henning Rudolf Adolf Karl von Holtzendorff; 9 січня 1853, Берлін — 7 червня 1919, Пренцлау) — німецький військовий діяч, грос-адмірал (31 травня 1918). Командувач німецьким Флотом відкритого моря в 1909—1913 роках.